# Christus bei Maria und Martha
Christus bei Maria und Martha ist ein Gemälde Jan Vermeers. Das 1654/1655 entstandene Bild ist eines der ersten Gemälde Vermeers, das heute bekannt ist, und mit 160 Zentimetern Höhe und 142 Zentimetern Breite auch das größte im Gesamtwerk Vermeers. Das Motiv ist einer biblischen Geschichte entnommen und der Gattung der Historienmalerei zuzuordnen. Damit zählt es auch zu den sehr wenigen Andachtsbildern Vermeers. Christus bei Maria und Martha gehört zur Sammlung der Scottish National Gallery in Edinburgh.

## Bildbeschreibung
Das Motiv des Bildes Christus bei Maria und Martha entlehnte Jan Vermeer einer Stelle aus dem Lukasevangelium: Jesus Christus kehrt bei Maria und Martha ein. Während Martha das Essen zubereitet, hört Maria Christus zu. Martha fragt ihn, warum er Maria nicht dazu auffordere, ihr zu helfen, und erhält die Antwort: „Marta, Marta, du machst dir viele Sorgen und Mühen. Aber nur eines ist notwendig. Maria hat den guten Teil gewählt, der wird ihr nicht genommen werden“ (Lk 10,38–42 ).
Die Komposition des Bildes ist im Vergleich zu späteren Werken Vermeers schlicht. Die Anordnung der Figuren erfolgte nach dem Schema der Pyramide: Martha steht mit einem Brotkorb in der Hand hinter Jesus, der auf einem Stuhl sitzt und dessen Kopf von einem schwachen Heiligenschein umgeben ist. Im Vordergrund sitzt Maria mit aufgestütztem Kopf auf einem Schemel. Diese Geste Marias soll Nachdenklichkeit anzeigen. Als Zeichen der Demut trägt sie keine Schuhe. Der ausgestreckte, auf sie zeigende Arm Jesu soll Martha bedeuten, dass ihre Schwester sich für die bessere Tätigkeit entschieden hat. Der aus Holzwänden bestehende Raum ist schlicht gehalten. Er bietet keinerlei Attribute an, die vom eigentlichen Bildthema ablenken würden.
Vermeer setzte in diesem Gemälde kräftige Farbkontraste ein zwischen dem Weiß des Tischtuches und dem Rot von Marias Kleid sowie dem Blau des Gewandes Jesu Christi. In seiner Gestaltung und dem gewählten Sujet zeigt es die Einflüsse der Utrechter Caravaggisten, insbesondere ter Brugghen und Bloemaert, auf den jungen Vermeer.

## Provenienz
Das Bild ist Teil der Sammlung der Scottish National Gallery in Edinburgh. Es wurde ihr 1927 von Thomas H. und J. A. Coats in Andenken ihres Vaters, William A. Coats, übergeben. Bevor es 1901 in die Sammlung Coats auf Skelmorlie Castle, North Ayrshire / Schottland, gelangte, ist es etwa 1880 in der Sammlung Abbot in Bristol nachweisbar.